# ORP Groźny (1969)
ORP Groźny – duży ścigacz okrętów podwodnych polskiego projektu 912M (w kodzie NATO Modified Obluze), wybudowany w Stoczni Marynarki Wojennej w Gdyni. Był drugim polskim okrętem o tej nazwie.

## Historia
Po krótkim, wojennym epizodzie z francuskimi ścigaczami okrętów podwodnych CH-11 i CH-15 (CH od chaseur – ścigacz) jednostki tej klasy pojawiły się na stałe w składzie polskiej Marynarki Wojennej już w 1946 r. Dwanaście przejętych od Związku Radzieckiego niewielkich jednostek należało do dwóch typów (BMO i MO-D-3). Ścigacze otrzymały nazwy cnót żołnierskich, co stało się tradycją aż do początku następnego wieku. Kolejną zmianę stanowiło 8 stosunkowo dużych i silnie uzbrojonych jednostek typu Kronstadt (proj. 122 bis) wydzierżawionych od ZSRR 15 grudnia 1957 r. Obarczone wszelkimi niedoskonałościami wynikającymi z szybkiej, masowej produkcji i wyeksploatowane piętnastoletnią służbą pod polską banderą wymagały zastąpienia nowszymi okrętami. Już w połowie lat 60. CKBO-2 na zlecenie dowództwa MW opracowało aż 7 projektów małego okrętu ZOP uzbrojonych w rakietowe bomby głębinowe lub torpedy ZOP. Niestety, z różnych względów jednostki te nigdy nie opuściły desek kreślarskich. Dowództwo MW postanowiło zastosować rozwiązanie tymczasowe poprzez adaptację okrętu patrolowego projektu 912 (pięć takich jednostek zbudowano w latach 1965-1968 dla Wojsk Ochrony Pogranicza) do roli małego okrętu ZOP. Tak powstały duże ścigacze okrętów podwodnych proj. 912 M.
ORP Groźny – prototypowa jednostka nowej serii – otrzymał numer stoczniowy 912M/6, tym samym kontynuując numerację kadłubów zapoczątkowaną przez okręty projektu 912. Położenie stępki odbyło się 3 lutego 1969 r., a wodowanie 15 kwietnia 1969 r. Okręt podniósł banderę wojenną i wszedł do służby w Polskiej Marynarce Wojennej 8 lutego 1970 r. Pierwszym dowódcą został kpt. mar. Kazimierz Wolan.
ORP Groźny nosił znak burtowy „351”. Wraz z siedmioma bliźniaczymi jednostkami – a od 1991 r. również z dozorowcem (później korwetą) ORP Kaszub – należał do 11. Dywizjonu Ścigaczy (9 Flotylla Obrony Wybrzeża). Wycofany ze służby 6 lipca 2004 r. Ostatnim dowódcą był por. mar. Marcin Mikiel.

## Dane taktyczno-techniczne
- wyporność:
  - standardowa – 212 t
  - pełna – 235 t
- wymiary:
  - długość – 41,26 m
  - szerokość – 6,29 m
  - zanurzenie – 1,95 m
- napęd: 2 silniki wysokoprężne 40DM o mocy nominalnej po 2200 KM, maksymalnej 2500 KM, 2 śruby
- prędkość maksymalna – 24 węzły
- zasięg – 658 mil morskich
- załoga – 27-33 (zależnie od okresu służby)
- uzbrojenie:
  - 2 automatyczne armaty okrętowe kal. 30 mm AK-230M (podwójnie sprzężone w dwóch wieżach, kierowane radarem MR-104 – zdemontowany w 1993 roku)
  - 4 zrzutnie rufowe bomb głębinowych (24 bomby głębinowe) – pod koniec służby wykorzystywano tylko dwie na pokładzie głównym
  - tory minowe dla 4 min AMD-1000 (na torach przygotowano specjalne mocowania umożliwiające zabranie 6 dodatkowych bomb głębinowych)
- wyposażenie:
  - stacja radiolokacyjna kierowania ogniem artylerii MR-104
  - podkadłubowa stacja hydrolokacyjna Tamir-11 (MG-11)